# Mattanovich Béla
Mattanovich Béla (Rezsőháza, 1907. szeptember 29. – Budapest, 1984. október 8.) sportújságíró, író, a Népsport munkatársa.

## Pályafutása
Gimnazistaként kezdte sportújságírói tevékenységét. A Sporthírlapnál 1928-tól külső tudósító. Később a Nemzeti Sport munkatársa lett. 1947-1969 között a Népsport, valamint a Labdarúgás tördelőszerkesztője.

## Írásai
- Mattanovich Béla, Révész Jenő – Teke ABC (1968; Bács-Kiskun megyei Nyomda Vállalat
- Peterdi Pál, Hoffer József, Mattanovich Béla – A labdarúgás művészei (1971); Ifjúsági Lapkiadó Vállalat
- Szűcs László, Mattanovich Béla, Krémer József – Sportfogadás 1965. március 7. – Totó-lottó hetilap/XII. évfolyam 10. szám (Sportfogadás sorozat); (1965) Ifjúsági Lapkiadó Vállalat
- Peterdi Pál, Hoffer József, Mattanovich Béla – A labdarúgás művészei/EB Magyarország-NDK/Labdarúgás 1968. január-december/Labdarúgás 1969. 1970. (vegyes számok, 27 db); (1970) Ifjúsági Lapkiadó Vállalat
- Németh Gyula, Mattanovich Béla – Labdarúgás 1964. (nem teljes évfolyam) - A Magyar Labdarúgó-szövetségének hivatalos lapja - X. évfolyam 2., 4., 7., 10., 11. szám, Labdarúgás sorozat; (1964) – Sport Lapkiadó és Propaganda Vállalat